# Ancorinidae
Ancorinidae é uma família de esponjas marinhas da ordem Astrophorida.

## Gêneros
- Ancorina Schmidt, 1862
- Asteropus Sollas, 1888
- Cryptosyringa Vacelet, 1979
- Disyringa Sollas, 1888
- Ecionemia Bowerbank, 1862
- Holoxea Topsent, 1892
- Jaspis Gray, 1867
- Melophlus Thiele, 1899
- Penares Gray, 1867
- Psammastra Sollas, 1886
- Rhabdastrella Thiele, 1903
- Stelletta Schmidt, 1862
- Stryphnus Sollas, 1886
- Tethyopsis Stewart, 1870
- Tribrachium Weltner, 1882